# Fejø
Fejø er en ø i Smålandsfarvandet nord for Lolland. En  indbygger på øen kaldes en fejbatting eller en fejøbo.
Øen har to byer: Vesterby og Østerby. Fejø er et helårssamfund med 473 indbyggere i 2019 samt egen skole, daginstitution, købmand, kirke og læge.
Færgen til Fejø sejler fra havnebyen Kragenæs på det nordlige Lolland. Turen tager cirka 15 minutter.
Via en kort dæmning er øen forbundet til den mindre Skalø.
På grund af klimaet er Fejø et godt sted at dyrke frugt. I 1930'erne og frem til 2. verdenskrig sejlede man en del af øens frugthøst til København i pæreskuder og solgte fra kajen i Børskanalen. Denne skik blev genoptaget i 1992 og foregår stadig hvert år henover ni dage i begyndelsen af september.
Fejø blev i 2018 kåret til Årets Landsby.
Forfatteren Thomas Boberg, der har boet på Fejø med sin familie, udgav i 2024 romanen Insula, der ifølge Boberg selv var en fiktiv fortælling inspireret af hans tidligere oplevelser på øen. Bogen mødte stærk kritik fra flere øboer, der mente, at personerne i bogen var tydelige portrætter af virkelige fejøboere, og at øen og menneskene i romanen blev udstillet på en negativ måde.